# Ротифери
Ротифери или Ротатории (на латински: Rotifera, Rotatoria, от rota – „корона“, „венец“ и fera – „нося“) са тип сладководни микроскопични червеи с билатерална симетрия. Широко разпространени представители на водните басейни, които поради малките си размери наподобяват на инфузории.

## Морфология
Тялото им е трислойно цилиндрично. В предния си край носи венец от реснички, а в задния има крак. Телесната стена се нарича синцитиум, който представлява плътен влакнест слой под кутикулата отвън. Тялото има обособени няколко части: главов отдел, снабден с ресничест апарат, среден туловищен с всички вътрешни органи и заден крак с два израстъка наречени палци. Ресните са в услуга на храненето и са подредени в два венеца. Първият се нарича трохус, а вторият цингулум. Те трептят и се въртят винаги в една посока. При много ротатории има наличие на външен ограничен защитен скелет. Кракът е подвижен, а циментните жлези в основата на палците служат за временно или постоянно закрепване към субстрата.
Храносмилателната система се състои от коремно лежаща уста, устна кухина, мускулна глътка. В глътката имат дъвкателен апарат, наречен мастакс. Той се състои от два чифта назъбени пластинки – чукчета и зъбчета (наковални), които непрекъснато се движат. При хищните ротатории глътката може да се изхвърля и така да улавя храната. От нея следва хранопровод, стомах, черво, клоака и анус. Анусът се отваря преди крака, а в стомаха се отварят чифт жлези.
Дихателна и кръвоносна система липсват. Отделителната система е от протонефридиен тип и има пламъковидни клетки. Притежават и пулсиращ мехур, който се отваря в клоаката.
Нервната система е представена от голям ганглии разположен гръбно на устата. От него излизат нерви. В областта на ганглия има и 1 до 3 очни петънца.
Ротаториите са разделнополови организми с ясно изразен полов диморфизъм. Мъжката полова система се състои от голям семенник и семепровод, вливащ се в клоаката. Притежават и съвокуплителен орган – цирус. Женските имат двуделен яйчник като единия дял продуцира полови клетки, а другия храна за яйцата. При благоприятни условия се размножават партеногенетично. При някои видове изобщо липсват мъжки индивиди. При застудяване се размножават полово. Този процес на редуване на полови и партеногенетични поколения се нарича хетерогония. Обикновено след оплождане мъжките индивиди умират. Ларвен стадий липсва.

## Произход и систематика
Фосилни остатъци от ротифери не са открити. По устройството на отделителните клетки приличат на плоски червеи, но по характера на устройството на телесната кухина приличат на кръгли червеи.
Днес към този тип животни спадат към 2000 вида разпределени в два класа:
- Клас Digononta
  - Разред Bdelloidea
  - Разред Seisonidea
- Клас Monogononta
  - Разред Collothecida
  - Разред Flosculariida
  - Разред Ploimida

## Екологични особености
Ротаториите са космополитно разпространени животни, които населяват сладки и солени води. Едни видове са прикрепени за дъното на водоемите, други се носят от теченията, а трети се движат. Хранят се с микроорганизми и едноклетъчни водорасли. По този начин служат като филтър в очистването на водата. От друга страна те са част от планктона и бентоса. Те са важно трофично звено в хранителната верига на червеите, ракообразните и рибите.

## В България
В България ротаториите са широко разпространени. Обитават язовири, блата и разнородни водоеми. Широко застъпени са видовете от род Philodina, а един от тях Philodina roseola обитава високопланински временни водоеми и често изпада в анабиоза при пресъхването им.